# Oedionychus
Oedionychus is een geslacht van kevers uit de familie bladkevers (Chrysomelidae).
De wetenschappelijke naam van het geslacht werd in 1827 gepubliceerd door Berthold.

## Soorten
- Oedionychus cinctus Fabricius, 1781
- Oedionychus limbatus Fabricius, 1798